# Цитизин
Цитизи́н (Cytisinum) (он же цитизиникли́н) — алкалоид, содержащийся в семенах растения Ракитник русский (Cytisus ruthenicus Fisch. ex Wol.) и Термопсис ланцетолистный (Thermopsis lanceolata R.Br.) оба из семейства Бобовые (Fabaceae, или Leguminosae).

## Общая информация
Относится к веществам «ганглионарного» действия и в связи с возбуждающим влиянием на дыхание рассматривается как дыхательный аналептик. Для этой цели выпускается в виде готового 0,15 % водного раствора под названием «Цититон» (Cytitonum).
Цитизин также используется в виде таблеток для лечения никотиновой зависимости.
Цитизин оказывает возбуждающее влияние на ганглии вегетативного отдела нервной системы и родственные им образования: хромаффинную ткань надпочечников и каротидные клубочки.
Характерным для действия цитизина (так же, как лобелина) является возбуждение дыхания, связанное с рефлекторной стимуляцией дыхательного центра усиленными импульсами, поступающими от каротидных клубочков. Одновременное возбуждение симпатических узлов и надпочечников приводит к повышению артериального давления.
Действие цититона (раствора цитизина) на дыхание носит кратковременный «толчкообразный» характер, однако в ряде случаев, особенно при рефлекторных остановках дыхания, применение цититона может привести к стойкому восстановлению дыхания и кровообращения.
Цититон — прозрачная бесцветная жидкость; рН 7,0—7,5. Стерилизуют при +100 °C в течение 30 мин.
Ранее цититон широко применяли при отравлениях (морфином, барбитуратами, окисью углерода и др.). В связи с появлением специфических антагонистов опиатов (налоксон и др.), барбитуратов (бемегрид) и антидота окиси углерода (ацизол) и кратковременностью действия, цититон и лобелин в настоящее время имеют ограниченное применение. Тем не менее, при рефлекторных остановках дыхания (при операциях, травмах и т. д.) цититон может быть использован как дыхательный аналептик; в связи с прессорным эффектом (что отличает его от лобелина) цититон может применяться при шоковых и коллаптоидных состояниях, при угнетении дыхания и кровообращения у больных с инфекционными заболеваниями и др.

## Дозировки
Вводят цититон в вену или внутримышечно: взрослым по 0,5—1 мл; детям до 12 мес — 0,1—0,15 мл; 2—5 лет — 0,2—0,3 мл, 6—12 лет — 0,3—0,5 мл. Наиболее эффективно внутривенное введение. При наличии показаний инъекцию цититона можно повторить через 15—30 мин.
Цититон ранее использовался также для определения скорости кровотока. Метод заключается в установлении времени, которое проходит с момента введения в локтевую вену цититона до появления первого глубокого вдоха. Определение более демонстративно, чем при введении лобелина, так как возбуждение дыхания выражено отчётливее и изменение дыхания легко зарегистрировать. Обычно вводят для этой цели 0,7—1 мл цититона (0,015 мл на 1 кг массы тела больного).
Высшие дозы для взрослых внутривенно и внутримышечно разовая 1 мл, суточная 3 мл.
Цитизин (0,0015 г = 1,5 мг) входит в состав таблеток «Табекс» (Tabex, Болгария), «Ресигар® А» (Recigar, Польша), «Никуриллы» (Nikurilly, Россия) применяемых для облегчения отвыкания от курения. Курс приема препарата рассчитан на 25 дней, цитизин конкурентно подавляет взаимодействие никотина с соответствующими рецепторами, что позволяет сильно приуменьшить симптомы никотинового голодания, тем самым облегчая отказ от курения.

## Действие
Механизм действия препарата аналогичен механизму действия лобелина и анабазина.
При передозировке возможны тошнота, рвота, расширение зрачков, учащение пульса, что требует прекращения приёма препарата.

## Выпуск
Выпускаются также плёнки с цитизином (Membranulae cum Cytisino). Полимерные пластинки овальной формы с притуплёнными краями, белые или с желтоватым оттенком (9×4,5×0,5 мм), содержат на 0,0015 г цитизина. Плёнку наклеивают на десну или слизистую оболочку защечной области ежедневно в первые 3—5 дней по 4—8 раз.
При положительном эффекте лечение продолжают по следующей схеме: с 5-го по 8-й день по 1 плёнке 3 раза в день, с 9-го по 12-й день по 1 плёнке 2 раза в день, с 13-го по 15-й день по 1 плёнке 1 раз в день. С первого дня лечения следует прекратить курить или резко уменьшить частоту курения.
В первые дни применения плёнки с цитизином возможны неприятные вкусовые ощущения, тошнота, легкая головная боль, головокружение, небольшое повышение артериального давления. В этих случаях следует прекратить приём препарата.
Применение плёнок с цитизином противопоказано при кровотечении, выраженной гипертензии, далеко зашедших стадиях атеросклероза.